# La Peral (Illas)
La Peral es una parroquia del concejo de Illas, en el Principado de Asturias (España). Alberga una población de 235 habitantes (INE 2009) en 90 viviendas. Ocupa una extensión de 6,90 km².
Está situada en la zona sur del concejo. Limita al norte con la parroquia de Illas; al este con el concejo de Llanera; al sur, con el concejo de Las Regueras; al oeste, con el concejo de Candamo, parroquia de Ventosa; y al noroeste con el concejo de Castrillón, parroquia de Pillarno.
En esta zona es donde se elabora el queso de La Peral, un tipo de queso azul similar al famoso queso de Cabrales.

## Poblaciones
Según el nomenclátor de 2009 la parroquia está formada por las poblaciones de:
- Argañosa (L'Argañosa en asturiano) (aldea): 20 habitantes.
- La Peral (aldea): 197 habitantes.
- El Palaciu (aldea): 35 habitantes.
- Reconco (Reconcu) (casería): 15 habitantes.
- Llao (Llau en asturiano) (casería): 15 habitantes.
- La Reigada (casería): 2 habitantes.
- Rozaflor (casería): 1 habitantes.